# Lista planetelor minore/187801–187900
Aceasta este Lista planetelor minore/187801–187900; pentru a naviga prin lista completă vezi Lista planetelor minore.
Pentru ale detalii vezi și Proiect:Astronomie sau Portal:Astronomie.
| Nume     | Denumire provizorie | Data descoperirii  | Locul descoperirii     | Descoperitor(i)                         |
| -------- | ------------------- | ------------------ | ---------------------- | --------------------------------------- |
| 187801 - | 1999 HZ5            | 18 aprilie 1999    | Kitt Peak              | Spacewatch                              |
| 187802   | 1999 JU2            | 8 mai 1999         | Xinglong⁠(d)            | Beijing Schmidt CCD Asteroid Program⁠(d) |
| 187803 - | 1999 JN8            | 14 mai 1999        | Socorro                | LINEAR                                  |
| 187804 - | 1999 OB2            | 22 iulie 1999      | Socorro                | LINEAR                                  |
| 187805 - | 1999 RR32           | 8 septembrie 1999  | Bologna⁠(d)             | Osservatorio San Vittore⁠(d)             |
| 187806 - | 1999 RB51           | 7 septembrie 1999  | Socorro                | LINEAR                                  |
| 187807 - | 1999 RM189          | 9 septembrie 1999  | Socorro                | LINEAR                                  |
| 187808 - | 1999 RA214          | 13 septembrie 1999 | Kitt Peak              | Spacewatch                              |
| 187809 - | 1999 TS16           | 14 octombrie 1999  | Ondřejov⁠(d)            | L. Šarounová⁠(d)                         |
| 187810   | 1999 TC18           | 10 octombrie 1999  | Xinglong⁠(d)            | Beijing Schmidt CCD Asteroid Program⁠(d) |
| 187811 - | 1999 TX77           | 10 octombrie 1999  | Kitt Peak              | Spacewatch                              |
| 187812 - | 1999 TU131          | 6 octombrie 1999   | Socorro                | LINEAR                                  |
| 187813 - | 1999 TR154          | 7 octombrie 1999   | Socorro                | LINEAR                                  |
| 187814 - | 1999 TL159          | 9 octombrie 1999   | Socorro                | LINEAR                                  |
| 187815 - | 1999 TH164          | 10 octombrie 1999  | Socorro                | LINEAR                                  |
| 187816 - | 1999 TL177          | 10 octombrie 1999  | Socorro                | LINEAR                                  |
| 187817 - | 1999 TP225          | 2 octombrie 1999   | Kitt Peak              | Spacewatch                              |
| 187818 - | 1999 TA229          | 3 octombrie 1999   | Catalina               | CSS                                     |
| 187819 - | 1999 TD244          | 7 octombrie 1999   | Catalina               | CSS                                     |
| 187820 - | 1999 TP253          | 10 octombrie 1999  | Socorro                | LINEAR                                  |
| 187821 - | 1999 TS260          | 11 octombrie 1999  | Kitt Peak              | Spacewatch                              |
| 187822 - | 1999 UH7            | 30 octombrie 1999  | Socorro                | LINEAR                                  |
| 187823 - | 1999 UK16           | 29 octombrie 1999  | Catalina               | CSS                                     |
| 187824 - | 1999 UH32           | 31 octombrie 1999  | Kitt Peak              | Spacewatch                              |
| 187825 - | 1999 UP32           | 31 octombrie 1999  | Kitt Peak              | Spacewatch                              |
| 187826 - | 1999 US32           | 31 octombrie 1999  | Kitt Peak              | Spacewatch                              |
| 187827 - | 1999 UW33           | 31 octombrie 1999  | Kitt Peak              | Spacewatch                              |
| 187828 - | 1999 VX21           | 12 noiembrie 1999  | Višnjan Observatory⁠(d) | K. Korlević                             |
| 187829 - | 1999 VT58           | 4 noiembrie 1999   | Socorro                | LINEAR                                  |
| 187830 - | 1999 VG61           | 4 noiembrie 1999   | Socorro                | LINEAR                                  |
| 187831 - | 1999 VC95           | 9 noiembrie 1999   | Socorro                | LINEAR                                  |
| 187832 - | 1999 VU95           | 9 noiembrie 1999   | Socorro                | LINEAR                                  |
| 187833 - | 1999 VO105          | 9 noiembrie 1999   | Socorro                | LINEAR                                  |
| 187834 - | 1999 VM121          | 4 noiembrie 1999   | Kitt Peak              | Spacewatch                              |
| 187835 - | 1999 VH134          | 10 noiembrie 1999  | Kitt Peak              | Spacewatch                              |
| 187836 - | 1999 VM147          | 13 noiembrie 1999  | Socorro                | LINEAR                                  |
| 187837 - | 1999 VQ153          | 11 noiembrie 1999  | Kitt Peak              | Spacewatch                              |
| 187838 - | 1999 VT165          | 14 noiembrie 1999  | Socorro                | LINEAR                                  |
| 187839 - | 1999 VD184          | 15 noiembrie 1999  | Socorro                | LINEAR                                  |
| 187840 - | 1999 VF188          | 15 noiembrie 1999  | Socorro                | LINEAR                                  |
| 187841 - | 1999 VF208          | 9 noiembrie 1999   | Kitt Peak              | Spacewatch                              |
| 187842 - | 1999 VJ225          | 5 noiembrie 1999   | Socorro                | LINEAR                                  |
| 187843 - | 1999 XN50           | 7 decembrie 1999   | Socorro                | LINEAR                                  |
| 187844 - | 1999 XP53           | 7 decembrie 1999   | Socorro                | LINEAR                                  |
| 187845 - | 1999 XW109          | 4 decembrie 1999   | Catalina               | CSS                                     |
| 187846 - | 1999 XK135          | 8 decembrie 1999   | Socorro                | LINEAR                                  |
| 187847 - | 1999 XM138          | 4 decembrie 1999   | Kitt Peak              | Spacewatch                              |
| 187848 - | 1999 XC246          | 5 decembrie 1999   | Socorro                | LINEAR                                  |
| 187849 - | 1999 XM248          | 6 decembrie 1999   | Socorro                | LINEAR                                  |
| 187850 - | 2000 AB48           | 5 ianuarie 2000    | Socorro                | LINEAR                                  |
| 187851 - | 2000 AG151          | 11 ianuarie 2000   | Prescott⁠(d)            | P. G. Comba⁠(d)                          |
| 187852 - | 2000 AA170          | 7 ianuarie 2000    | Socorro                | LINEAR                                  |
| 187853 - | 2000 AA225          | 11 ianuarie 2000   | Kitt Peak              | Spacewatch                              |
| 187854 - | 2000 AS253          | 7 ianuarie 2000    | Kitt Peak              | Spacewatch                              |
| 187855 - | 2000 GP4            | 4 aprilie 2000     | Socorro                | LINEAR                                  |
| 187856 - | 2000 GL155          | 6 aprilie 2000     | Anderson Mesa          | LONEOS                                  |
| 187857 - | 2000 HA5            | 27 aprilie 2000    | Socorro                | LINEAR                                  |
| 187858 - | 2000 HA31           | 28 aprilie 2000    | Socorro                | LINEAR                                  |
| 187859 - | 2000 HL69           | 25 aprilie 2000    | Anderson Mesa          | LONEOS                                  |
| 187860 - | 2000 JM10           | 7 mai 2000         | Socorro                | LINEAR                                  |
| 187861 - | 2000 KG17           | 28 mai 2000        | Socorro                | LINEAR                                  |
| 187862 - | 2000 LW14           | 7 iunie 2000       | Socorro                | LINEAR                                  |
| 187863 - | 2000 LW25           | 11 iunie 2000      | Socorro                | LINEAR                                  |
| 187864 - | 2000 NE6            | 3 iulie 2000       | Kitt Peak              | Spacewatch                              |
| 187865 - | 2000 OG56           | 29 iulie 2000      | Anderson Mesa          | LONEOS                                  |
| 187866 - | 2000 OV59           | 29 iulie 2000      | Anderson Mesa          | LONEOS                                  |
| 187867 - | 2000 OJ60           | 29 iulie 2000      | Anderson Mesa          | LONEOS                                  |
| 187868 - | 2000 PA10           | 1 august 2000      | Socorro                | LINEAR                                  |
| 187869 - | 2000 QH51           | 24 august 2000     | Socorro                | LINEAR                                  |
| 187870 - | 2000 QH62           | 28 august 2000     | Socorro                | LINEAR                                  |
| 187871 - | 2000 QC64           | 28 august 2000     | Socorro                | LINEAR                                  |
| 187872 - | 2000 QB70           | 24 august 2000     | Socorro                | LINEAR                                  |
| 187873 - | 2000 QN78           | 24 august 2000     | Socorro                | LINEAR                                  |
| 187874 - | 2000 QH91           | 25 august 2000     | Socorro                | LINEAR                                  |
| 187875 - | 2000 QX91           | 25 august 2000     | Socorro                | LINEAR                                  |
| 187876 - | 2000 QT104          | 28 august 2000     | Socorro                | LINEAR                                  |
| 187877 - | 2000 QG117          | 25 august 2000     | Socorro                | LINEAR                                  |
| 187878 - | 2000 QL120          | 25 august 2000     | Socorro                | LINEAR                                  |
| 187879 - | 2000 QQ169          | 31 august 2000     | Socorro                | LINEAR                                  |
| 187880 - | 2000 QK176          | 31 august 2000     | Socorro                | LINEAR                                  |
| 187881 - | 2000 QY211          | 31 august 2000     | Socorro                | LINEAR                                  |
| 187882 - | 2000 QW230          | 31 august 2000     | Kitt Peak              | Spacewatch                              |
| 187883 - | 2000 RW             | 1 septembrie 2000  | Socorro                | LINEAR                                  |
| 187884 - | 2000 RS42           | 3 septembrie 2000  | Socorro                | LINEAR                                  |
| 187885 - | 2000 RS53           | 7 septembrie 2000  | Bisei SG Center⁠(d)     | BATTeRS⁠(d)                              |
| 187886 - | 2000 RV53           | 7 septembrie 2000  | Socorro                | LINEAR                                  |
| 187887 - | 2000 RW64           | 1 septembrie 2000  | Socorro                | LINEAR                                  |
| 187888 - | 2000 RV73           | 2 septembrie 2000  | Socorro                | LINEAR                                  |
| 187889 - | 2000 SV5            | 22 septembrie 2000 | Socorro                | LINEAR                                  |
| 187890 - | 2000 SW41           | 24 septembrie 2000 | Socorro                | LINEAR                                  |
| 187891 - | 2000 ST46           | 23 septembrie 2000 | Socorro                | LINEAR                                  |
| 187892 - | 2000 SD59           | 24 septembrie 2000 | Socorro                | LINEAR                                  |
| 187893 - | 2000 SF85           | 24 septembrie 2000 | Socorro                | LINEAR                                  |
| 187894 - | 2000 SF142          | 23 septembrie 2000 | Socorro                | LINEAR                                  |
| 187895 - | 2000 SJ165          | 23 septembrie 2000 | Socorro                | LINEAR                                  |
| 187896 - | 2000 SJ189          | 22 septembrie 2000 | Haleakala              | NEAT                                    |
| 187897 - | 2000 SM198          | 24 septembrie 2000 | Socorro                | LINEAR                                  |
| 187898 - | 2000 ST213          | 25 septembrie 2000 | Socorro                | LINEAR                                  |
| 187899 - | 2000 SU261          | 24 septembrie 2000 | Socorro                | LINEAR                                  |
| 187900 - | 2000 SR265          | 26 septembrie 2000 | Socorro                | LINEAR                                  |